# 真岡鐵道モオカ63形気動車
真岡鐵道モオカ63形気動車（もおかてつどうモオカ63がたきどうしゃ）は、真岡鐵道に1988年（昭和63年）から2006年（平成18年）まで在籍していた気動車。

## 概要
真岡線が1988年4月1日に第三セクターの真岡鐵道に転換されるのを前に、富士重工業によりモオカ63-1 - モオカ63-8の8両が製造された。当時富士重工業が第3セクター鉄道向けに製造していたLE-CarIIシリーズの一形式である。
開業半年後の1988年10月にモオカ63-9・モオカ63-10を、1993年（平成5年）にモオカ63-11を増備し、計11両となった。
形式の「モオカ」は真岡に、「63」は製造初年の和暦の昭和63年にそれぞれ由来する。ワンマン運転に対応した構造である。

## 構造

### 車体
1985年以降明知鉄道や樽見鉄道・天竜浜名湖鉄道などで採用例のある LE-CarII の15m級普通鋼製車体で、バス車体工法を取り入れており、側面の屋根が浅く、側板にはリベットが打ち込まれている。両端にバス用の折り扉を設置し、乗務員室側にのみ乗務員室扉を設置した。扉間の窓は中間3組だけが上段固定下段横引き窓であり、それ以外の側面窓は固定窓となっている。最終増備車の11は中間5組の窓が上段固定下段横引き窓で、出入口扉の隣の窓のみ固定窓である。
塗装はクリーム色地にスカイブルー・薄緑色・緑色の模様を入れた塗装で、車体裾部分はオレンジ色となっている。

### 車内
座席は出入口寄りをロングシート、中間部を向かい合わせの固定クロスシート（ボックスシート）としたセミクロスシートとなっている。トイレは設けられていない。なお1 - 5は1991年（平成3年）2月に全席ロングシートに改造された。
ワンマン運転に対応するため運転室付近に運賃箱・整理券発行機を設置している。運賃表示器は設置せず、三角表を掲示している。
機関直結方式、冷房能力22000kcal/hの冷房装置を装備した。

### 台車・機器
エンジンはLE-CarII標準のUDトラックス（旧・日産ディーゼル）PE6Hではなく、地場産業育成の観点から地元栃木県の小松製作所小山工場製のS6D125-H-1（出力250PS/1900rpm）を採用した。これはブルドーザー用エンジンを横型に設計変更し、鉄道車両用としたエンジンである。後に小松は本形式へのエンジン搭載を契機に鉄道車両用エンジンへ参入することになる。JR各社などで導入されているSA6D125Hとは、インタークーラーを備えていない点が異なる。
台車は空気ばね式二軸ボギー台車で、一方が駆動台車、もう一方が付随台車となっている。

## 廃車
製造後10年以上が経過し老朽化が進んだため、2002年（平成14年）から新製されたモオカ14形への置き換えが進められ、本形式は順次廃車となった。最後に残ったモオカ63-1・モオカ63-11は2006年（平成18年）12月9日、真岡→茂木→真岡→下館→真岡のルートでさよなら運転に使用されたのを最後に運用離脱した。その後しばらく真岡駅に留置されていたが、ミャンマーの鉄道へ譲渡のため、2007年3月19日に陸送にて搬出された。